# Uruaçu (ort)
Uruaçu är en ort i Brasilien.   Den ligger i kommunen Uruaçu och delstaten Goiás, i den centrala delen av landet, 190 km nordväst om huvudstaden Brasília. Uruaçu ligger 524 meter över havet och antalet invånare är 30 088.
Terrängen runt Uruaçu är platt. Det finns inga andra samhällen i närheten.
Omgivningarna runt Uruaçu är huvudsakligen savann. Runt Uruaçu är det ganska glesbefolkat, med 22 invånare per kvadratkilometer.